# Kuklen
Kuklen (bułg. Куклен) – miasto w Bułgarii, w obwodzie Płowdiw, siedziba administracyjna gminy Kuklen. Według danych szacunkowych Ujednoliconego Systemu Ewidencji Ludności oraz Usług Administracyjnych dla Ludności, 15 czerwca 2020 roku miejscowość liczyła 6 274 mieszkańców.

## Opis
Znajduje się 12 km od na południe od Płowdiwu, u podnóża gór Rodop.
W mieście znajduje się monaster św. Kosmy i Damiana przy źródle z wodą leczniczą posiadający małą cerkiew, który jest uważany za jeden z najstarszych cerkwi w Bułgarii. W monasterze przechowywana jest relikwia ręki św. Kosmy.
Na wyspie Livingstona znajduje się przylądek o nazwie Kuklen.